# Hugo Stotz
Hugo Stotz (* 14. Juli 1869 in Stuttgart; † 3. November 1935 in Mannheim) war ein deutscher Erfinder und Unternehmer auf dem Gebiet der Elektrotechnik. Er gilt als Erfinder des Sicherungsautomaten (auch Leitungsschutzschalter).

## Leben und Werk
Stotz absolvierte eine elektrotechnische Ausbildung bei der Maschinenfabrik Esslingen. 1890 kam er mit seiner Mutter nach Mannheim. 1891 gründete er dort zusammen mit einem Partner ein eigenes Unternehmen als Vertretung der Maschinenfabrik Esslingen. Er selbst konzentrierte sich bei seinen geschäftlichen Betätigungen vor allem auf den privaten Bereich. So rüstete er beispielsweise Petroleumlampen für den elektrischen Betrieb um und baute Blockstationen zur Versorgung einzelner Häuser.
1901 verlegte er seinen Betrieb im Rahmen einer Vergrößerung auf das Grundstück O4, 8-9 und montierte eine Leuchtreklame mit seinem Namenszug als Laufschrift am Gebäude. Es soll sich dabei um die erste Leuchtreklame in Deutschland gehandelt haben. Er richtete Niederlassungen in Freiburg im Breisgau, Heidelberg, Kaiserslautern, Karlsruhe, Pirmasens, Schlettstadt, Stuttgart, Wiesloch und Worms ein.
1912 verkaufte er das Unternehmen an BBC und widmete sich fortan ganz der Produktion von Geräten. Dazu gründete er in Mannheim-Neckarau das Unternehmen Stotz & Companie, Fabrik elektrischer Spezialapparate. Nach dem Ersten Weltkrieg verkaufte Hugo Stotz auch dieses Geschäft an BBC. In diese Zeit fällt die Erfindung des Leitungsschutzschalters, ausweislich des US-Patents durch Entwicklungsleiter Heinrich Schachtner (1890–1976), wofür die BBC 1924 das DRP 458392 erhielt. BBC bewarb diesen sogenannten Stotz-Automaten damit, dass dessen Anschaffung nur eine einmalige Ausgabe sei: „Ein Auswechseln wie bei der Schmelzsicherung mit den damit verbundenen Kosten, Unannehmlichkeiten und Betriebsstörungen wird vermieden.“ Noch heute trägt die ABB Stotz-Kontakt GmbH den Namen ihres Gründers und verkauft Schaltgeräte in alle Welt. Hugo Stotz entwickelte auch einen neuen Rechts-Links-Drehschalter.

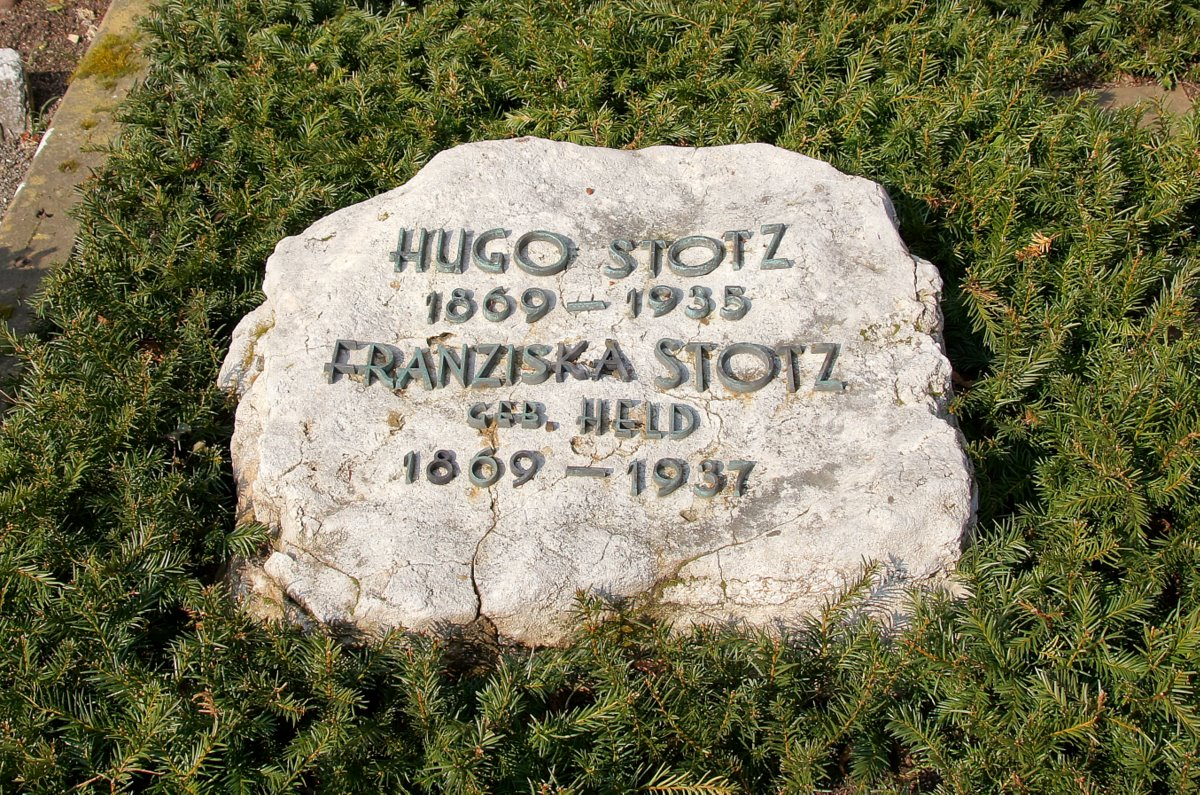
Stotz' Grab auf dem Hauptfriedhof Mannheim

Hugo Stotz war verheiratet mit Franziska geb. Held (1869–1937). Er war Mitglied der Freimaurerloge Carl zur Eintracht in Mannheim. 1891 trat er dem Verein Deutscher Ingenieure (VDI) und dem Mannheimer Bezirksverein des VDI bei. Die Stotzstraße in der Schwetzingerstadt ist nach ihm benannt.